# Iwan Giriew
Iwan Aleksandrowicz Giriew (ros. Иван Александрович Гирев; ur. 29 czerwca 2000 w Gawriłow-Jamie) – rosyjski pływak specjalizujący się w stylu dowolnym, wicemistrz olimpijski, wicemistrz świata i dwukrotny mistrz Europy.

## Kariera
W 2017 roku na mistrzostwach świata juniorów w Indianapolis zdobył pięć medali. Zwyciężył na dystansie 100 i 200 m stylem dowolnym, gdzie uzyskał odpowiednio czasy 48,33 i 1:46,40. Złoto wywalczył także w sztafecie 4 × 100 m stylem zmiennym. W sztafetach kraulowych 4 × 100 i 4 × 200 m zdobył brązowe medale.
Rok później podczas mistrzostw świata na krótkim basenie w Hangzhou wywalczył srebro w sztafecie 4 × 200 m stylem dowolnym. Giriew płynął też w eliminacjach sztafet 4 × 100 m stylem dowolnym i otrzymał srebrny medal, gdy Rosjanie zajęli w finale drugie miejsce.
Na mistrzostwach świata w Gwangju w 2019 roku brał udział w wyścigu eliminacyjnym sztafet 4 × 200 m stylem dowolnym i otrzymał srebro, kiedy reprezentanci Rosji uplasowali się w finale na drugiej pozycji.
W maju 2021 roku podczas mistrzostw Europy w Budapeszcie płynął w eliminacjach sztafet mężczyzn 4 × 100 i 4 × 200 m stylem dowolnym i otrzymał złote medale, kiedy Rosjanie zwyciężyli w finale. Brał też udział w wyścigu eliminacyjnym sztafet mieszanych 4 × 200 m stylem dowolnym, za który przyznano mu brązowy krążek. 
Trzy miesiące później na igrzyskach olimpijskich w Tokio jako reprezentant Rosyjskiego Komitetu Olimpijskiego zdobył srebrny medal w sztafecie 4 × 200 m stylem dowolnym. W konkurencji 200 m stylem dowolnym Giriew zajął 24. miejsce ex aequo z Brazylijczykiem Murilo Sartorim. Obaj zawodnicy uzyskali czas 1:47,11.